# Vera Amerighi Rutili

Vera Amerighi Rutili

Vera Amerighi Rutili (Navacchio, 22 agosto 1896 – Pisa, 13 maggio 1952) è stata un soprano italiano.

## Biografia

### Gli inizi
Si avvicinò al canto studiando al Conservatorio Cherubini di Firenze dal 1915 fino alla fine della prima guerra mondiale.
Leopoldo Mugnone la scoprì durante un concerto per studenti all'accademia e la convinse a debuttare come Aida. Il luogo del suo debutto fu abbastanza sorprendentemente, il London's Covent Garden nel luglio del 1919, sebbene altre biografie lo collochino a Reggio Emilia, sempre nello stesso anno.
Si esibì dieci volte nella Norma a Reggio Emilia alla fine di settembre 1919, e fu immediatamente scritturata per ripetere l'opera a Catania, un grande onore per una giovane cantante sconosciuta.

### Gli anni Venti
Nel febbraio del 1920 si esibì nell'opera Lucrezia Borgia di Gaetano Donizetti e debuttò nell'opera La Gioconda di Amilcare Ponchielli.
Genova le offrì una lunga stagione e la fece debuttare con Norma a metà dello stesso anno. Fu un successo così grande che le fu chiesto di rimanere per esibirsi ne La Gioconda e in un'altra opera, Mosè di G. Rossini insieme a Nazzareno De Angelis. Nel 1920 si esibì anche a Pisa nella Norma. Divenne in questo periodo uno tra i soprani più ricercati d'Italia.
Nel 1921 fece la sua comparsa nella Norma a Palermo e poi si esibì a Lisbona, dove al Teatro Nacional de São Carlos ripeté il ruolo che aveva interpretato nella Gioconda. A Porto si esibì nell'opera di Amilcare Ponchielli, poi cantò ad Ancona nell'opera di Vincenzo Bellini.
Negli anni a cavallo tra il 1922 e il 1924 cantò nella Norma al Teatro Lirico di Milano, e anche in molte altre città tra cui Mantova, Pisa, e città del Veneto.
Negli anni 1925-1926 cantò la Norma a Parma, Venezia e Cremona, ancora al Bellini di Catania e a Modena. Ebe Stignani la accompagnò nelle opere di Bellini e Verdi.
Nel 1927 fu a Brescia e a Genova nella Norma ed all'Arena di Verona si presentò nel ruolo di Giulia nell'opera La Vestale di Gaspare Spontini interpretando anche Aida diretta da Antonio Guarnieri.
A Pisa, fu Elvira in Ernani per la prima volta.

Vera Amerighi Rutili

A Genova, nei primi mesi del 1928 cantò ne Il pirata di Bellini. A Firenze interpretò Aida, e nell'inverno del 1929, a Palermo, cantò nella Tosca e in L'Africaine. Genova, Firenze e Como la scritturarono per Norma, a Mantova cantò nell'opera La Gioconda.
Debuttò al Teatro alla Scala di Milano con La Vestale accanto a Bianca Scacciati. Ebbe un grande successo, ma ci fu qualche commento poco felice sul suo aspetto fisico.

### Gli anni Trenta e la fine della carriera
Nel 1930 fu a Livorno e poi a Lecce per l'Aida e La forza del destino; a Trieste interpretò l'Aida e Il trovatore.
Cantò la Norma a Pola, Bologna e Forlì nel 1931, così come fece per la Radio Italiana a Roma e Torino.
Nel 1932 cantò al Teatro Adriano di Roma. Nel 1933 si esibì a Fiume, Trento, Cagliari e Sassari. Nel 1934 interpretò la Norma a Bolzano e Merano e iniziò un tour di due mesi in tutta Italia, insieme a Irene Minghini Cattaneo, Antonio Bagnariol, Antonio Melandri, Giulio Baronti, e in alcune città accanto a Tancredi Pasero ed Ezio Pinza. Nel 1935 debuttò a Monte Carlo con la Norma.
In 1937 si esibì a Santiago del Cile con La forza del destino, Aida e La Gioconda e ritornò successivamente in Sudamerica nel 1938, a Rio de Janeiro con la Gioconda e il Mefistofele.
Iniziò quindi il declino della sua carriera; apparve sporadicamente solo nella sua città, Pisa, esibendosi nel Trovatore e nell'Ernani. Si esibì almeno una volta all'anno a Pisa fino al 1950, così come in altre città della Toscana e della Liguria. Galliano Masini l'affiancò a Livorno nel 1940. Casta Diva e Mira, o Norma furono programmate per la fine del 1946.
Sorprendentemente, nel 1947, cantò la parte di Brunilde nell'Anello del Nibelungo a Trieste e con questa esibizione la sua carriera giunse alla fine.
In questa fase della sua vita Vera Amerighi Rutili si dedicò all'insegnamento del canto e divenne una tra le insegnanti più importanti del dopoguerra, aprendo una scuola nella sua città, a Pisa. Tra i suoi allievi si ricordano i soprani Franca Salvini, Liliana Poli Bardelli, Hilda Orsini e il tenore Umberto Borsò,
Il numero totale di esibizioni di Vera Amerighi Rutili nella Norma non è conosciuto, ma sicuramente sopra centocinquanta; per un confronto, Maria Callas arrivò a ottantotto.
Morì a Pisa il 13 maggio 1952, in seguito ad arresto cardiaco.

## Repertorio
| Ruolo                   | Titolo                  | Autore     |
| ----------------------- | ----------------------- | ---------- |
| Imogene                 | Il pirata               | Bellini    |
| Norma                   | Norma                   | Bellini    |
| Elena Margherita        | Mefistofele             | Boito      |
| Lucrezia Borgia         | Lucrezia Borgia         | Donizetti  |
| Paolina                 | Poliuto                 | Donizetti  |
| Santuzza                | Cavalleria rusticana    | Mascagni   |
| Sélika                  | L'africana              | Meyerbeer  |
| Donna Elvira            | Don Giovanni            | Mozart     |
| Gioconda                | La Gioconda             | Ponchielli |
| Floria Tosca            | Tosca                   | Puccini    |
| Anaide                  | Mosè                    | Rossini    |
| Giulia                  | La Vestale              | Spontini   |
| Elvira                  | Ernani                  | Verdi      |
| Leonora                 | Il trovatore            | Verdi      |
| Duchessa Elena          | I vespri siciliani      | Verdi      |
| Amelia                  | Un ballo in maschera    | Verdi      |
| Donna Leonora di Vargas | La forza del destino    | Verdi      |
| Elisabetta di Valois    | Don Carlo               | Verdi      |
| Aida                    | Aida                    | Verdi      |
| Brunilde                | La Valchiria            | Wagner     |
| Brunilde                | Sigfrido                | Wagner     |
| Brunilde                | Il crepuscolo degli dei | Wagner     |

## Discografia
Incisioni fonotipia Dischi 78 giri Odeon - incisione elettrica:
- 168838 - Norma Ma dì l'amato giovine 1ª parte - 2ª parte (3778/B) - con Colombo e Lanza - 25";
- 120203 - La Forza del destino Pace mio Dio (5586F) - 30";
- 120205 - Norma Qual cor tradisti - Dé non volerli vittime (5589/F e 5592/F) (con il tenore Oldrati)
- Aida Ritorna vincitor 1ª parte - 2ª parte (5592/F);
- 120211 - Aida O cieli azzurri (55P3/F) 1ª parte - 2ª parte;
- 120220 - La forza del destino Pace mio Dio (5602/F) - Il Trovatore D'amor sull'ali rosee (5602/F);
- 172127 - Norma Duetto: Mira o Norma 1ª parte - 2ª parte (con il mezzosoprano Lanza);
- 172128 - Norma In man mia alfin tu sei 1ª parte - 2ª parte (con il tenore Colombo);
- 172127 - Norma Duetto: Sola furtiva al tempio 1ª parte - 2ª parte (con il mezzosoprano Lanza). Con accompagnamento orchestrale.

Il soprano Vera Amerighi Rutili è inserita con alcuni brani nei dischi 33 giri: "Voci al Petruzzelli di Bari" - Edizioni Bongiovanni e "Voci Pisane" Edizioni Time Club.